# Departamento de Educación del Estado de Nueva York

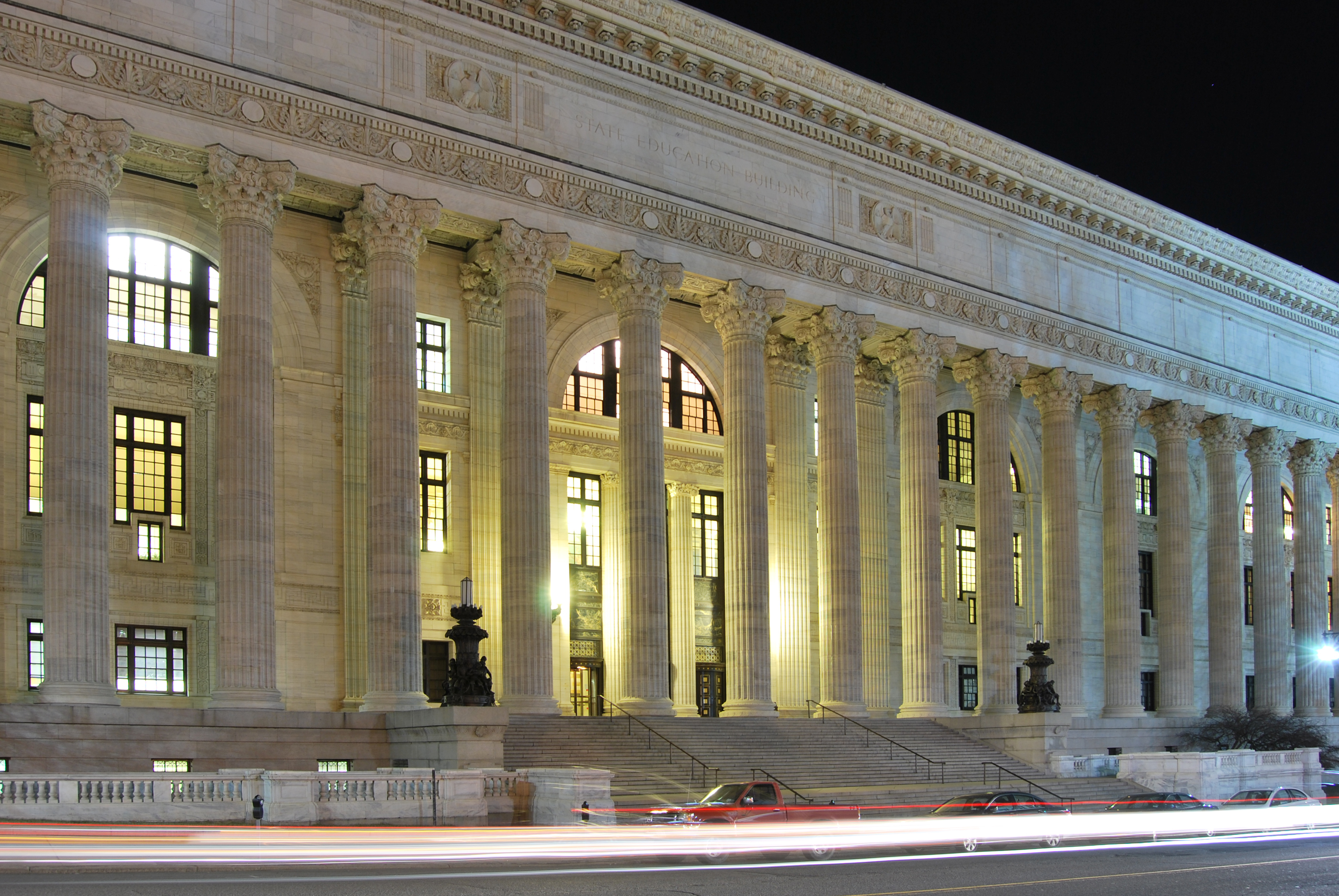
El Edificio de Educación del Estado de Nueva York

El Departamento de Educación del Estado de Nueva York (New York State Education Department, NYSED) es una agencia del gobierno del Estado de Nueva York. Tiene su sede en el Edificio de Educación del Estado de Nueva York (New York State Education Department Building) en Albany. El NYSED es una parte del University of the State of New York, una organización de acreditación del gobierno del Estado de Nueva York.